# Rosman García
Rosman José García Parra (Maracay, 3 de enero de 1979 - San Antonio de los Altos, 29 de diciembre de 2011) fue un beisbolista profesional venezolano que jugó en la posición de lanzador. En la Major League Baseball (MLB) jugó para los Texas Rangers, equipo con el que debutó el 19 de abril de 2003 contra Oakland Athletics saliendo sin decisión pero permitiendo 5 carreras en 2.2 innings. Durante su paso por la MLB dejó un registro total de 1 juego ganado y 2 perdidos en 50 relevos, con una efectividad de 5.94 en 53 entradas, 28 bases por bola y 30 ponches. En la Liga Venezolana de Béisbol Profesional jugó durante 14 temporadas para Tigres de Aragua, el equipo de su ciudad natal, igualando así la plusmarca para lanzadores impuesta en la franquicia por Richard Garcés.
En 2005 fue declarado agente libre, siendo firmado al año siguiente por la organización Baltimore Orioles. Durante ese período estuvo fuera de actividad debido a lesiones.
En 2007 es dejado nuevamente en libertad y firma con el Bowie Baysox de la Eastern League. En 2008 es firmado por los Diablos Rojos del México de la Liga Mexicana de Béisbol, debutando con marca de 4 ganados y 5 perdidos y efectividad de 5.15. En 2009 pasa a Guerreros de Oaxaca y durante la temporada entró a reforzar al desaparecido  Tecolotes de Nuevo Laredo. Al año siguiente se convirtió en el pitcher estelar de Tecolotes, quedando en sexto lugar de efectividad en la temporada 2010 de la LMB. Participó ese año en el Juego de Estrellas de la LMB en Chihuahua con un gran relevo en el quinto episodio sin permitir carreras.
En 2011 firmó con el equipo Sultanes de Monterrey, también de la Liga Mexicana, con el que dejó un registro de 6.45 en efectividad con 3 juegos ganados y 4 perdidos, permitiendo 43 carreras limpias y 7 jonrones en 60.0 entradas laboradas antes de ser dejado en libertad a mitad de temporada.
En pleno desarrollo de la Temporada 2011-2012 de la LVBP, García falleció de manera inesperada el 29 de diciembre de 2011 en un accidente de tráfico ocurrido en el km 24 de la Autopista Regional del Centro cuando se desplazaba de regreso hacia la ciudad de Maracay luego de haber estado junto a sus compañeros de equipo en un decisivo juego celebrado en el Estadio de la Ciudad Universitaria en Caracas, donde los Tigres derrotaron a los Leones del Caracas con pizarra de 6 carreras por 3.